# Paul C. Nagel
Paul Chester Nagel (* 14. August 1926 in Independence; † 22. Mai 2011 in Edina) war ein US-amerikanischer Historiker, der sich hauptsächlich mit US-amerikanischem Nationalismus, der Adams-Familie, der Lee-Familie und Missouri beschäftigte.

## Leben
Nagel war Schüler an der William Chrisman High School und studierte bei der University of Minnesota, von der er 1952 promovierte. Nachdem er 15 Jahre lang Geschichte lehrte, wurde er zum Dean der College of Arts and Sciences der University of Kentucky. 1969 wurde er Vizepräsident für akademische Affären an der University of Missouri, von welchem Posten er 1980 zurücktrat um Direktor der Virginia Historical Society in Richmond zu werden. Seit 1985 lehrte er nicht mehr und schrieb Vollzeit. 1992 zog er nach Minneapolis. Er trug u. A. zu American Quarterly, Journal of Southern History, Midwest Review und dem Virginia Magazine of History and Biography bei.
Am 19. März 1948 heiratete er die Bibliothekarin Joan R. Peterson, die ihm bei vielen seiner Werke half. Mit ihr hatte er drei Söhne.

## Werk
Nagels 1964 veröffentlichtes One Nation Indivisible: The Union in American Thought 1776–1861 behandelt die Idee einer Union in Amerika, welches die Diskussionen über den Ausmaß des Föderalismus in den Vereinigten Staaten prägte. Er zeigt die Evolution dieser Idee von einem Experiment zu einer Stimmung („spirit“) bis hin zu einem Absolut („Absolute“), wofür er oft Zitate wichtiger Persönlichkeiten dieser Diskussionen nutzt. David M. Potter bewertet das Buch positiv und lobt insbesondere die Darstellung durch die Zitate. Benjamin F. Wright kritisiert hingegen die Nutzung der Zitate, die oft irreführend sind. Er hätte sich eine andere Repräsentation gewünscht, doch könnten Andere auch diese Präsentation bevorzugen. Auch Anne C. Loveland kritisiert die Darstellung, doch seien die Spekulationen eine willkommene Hinzufügung für die akademische Welt.
This Sacred Trust: American Nationality, 1798–1898, welches 1971 veröffentlicht wurde, behandelt den amerikanischen Nationalismus von 1798 bis 1898, dem Anfang des Spanisch-Amerikanischen Krieges. Diese Einteilung wählte Nagel aus, weil die Anfänge des amerikanischen Imperialismus eine Zäsur in deren Nationalismus bildete. Wichtig für Nagels Interpretation ist das Vertrauen der US-amerikanischen Bevölkerung in ihren „Stewards“, den Präsidenten. Einige Rezensionen beschreiben Nagels Vorgehen im Schreiben als mechanisch: Seine Kapitel lassen sich in die gleichen fünf Abschnitte teilen, die Nagel mit Hilfe von Aussagen von wichtigen Figuren und Magazinen schrieb. Charles A. Barker hätte sich zwar eine Darstellung des amerikanischen Nationalismus gewünscht, die auch den Progressivismus oder auch den New Deal behandelt, doch sei es trotzdem eine gute Darstellung. Boyd C. Shaffer besitzt drei Kritikpunkte: Die „mechanische“ Struktur, die zu kleine Anzahl an gezeigten Meinungen und die fehlende Definition vom Nationalismus. Rowland Berthoff bezeichnet das Buch als verwirrend, allerdings sei die Recherche massiv.
Sein 1983 veröffentlichtes Buch Descent from Glory: Four Generations of the John Adams Family ist eine Familiengeschichte der Adams-Familie von der Heirat zwischen John Adams und Abigail Adams 1764 bis zum Tode von Brooks Adams 1927. Dabei fokussiert er sich mehr auf persönliche Geschichte als politische Geschichte. Linda Dudik Guerrero lobt das Buch als gut angefertigt und einer der besten Privatgeschichten. Auch Paul Boyer bewertete das Buch positiv. Laut Anthony Esler würde das Buch hilfreich für Historiker sein. Howard Temperley bezeichnet das Buch als spannend. Daniel Blake Smith beurteilt das Buch als sorgfältig.
The Adams Women: Abigail and Louisa Adams, Their Sisters and Daughters behandelt das Leben von Abigail und Louisa Adams. Nagel stellt Abigail in einen Vergleich mit ihren Schwestern. Louisa hingegen wird als ebenbürtig zu Abigail und als frühe Feministin dargestellt. Nagel nutzt dabei hauptsächlich Primärquellen, also die große Anzahl von Tagebüchern und Korrespondenzen der Adams-Familie. Melba Porter Hay nannte das Buch hervorragend und vorbildlich. Charles W. Akers kritisiert zwar die Abhängigkeit von den Adams-Manuskripten, jedoch sei es trotzdem ein bedeutender Beitrag zur Geschichte der Adams-Familie. Vera Laska lobt die gut geschriebene Darstellung.
Mit The Lees of Virginia: Seven Generations of an American Family schrieb Nagel eine Familiengeschichte der Lee-Familie, die bekannt für ihre militärischen Führer, u. a. Robert Edward Lee und Henry Lee III, wurde. Wie schon bei früheren Werken beschreibt Nagel auch die persönliche Geschichte als auch das Leben der Frauen. Jane Turner Censer bezeichnet das Buch trotz seiner Mängel als ein guter Anfang für eine Recherche über die Lee-Familie. Ähnlich urteilt James Kirby Martin. Marshall W. Fishwick erwartet, dass das Buch Standardwerk über die Lee-Familie sein werden würde.
John Quincy Adams: A Public Life, A Private Life ist eine Biografie vom sechsten Präsidenten der Vereinigten Staaten John Quincy Adams, einem Teil der Adams-Familie. Seine Präsidentschaft wird von Nagel als Desaster gesehen. Adams, der laut Adams an einer „selbstkritischen Depression“ litt, wird als ein unwilliger Politiker dargestellt, der Großartigkeit eigentlich in seiner Kunst suchte, an den Nachwelt allerdings hauptsächlich für seine Politik denkt. Nagels Biografie greift auf Adams Tagebücher zurück, die er von seinem elften Lebensjahr bis zu seinem Tod führte. Kenneth Silverman lobt das Buch als eine starke Biografie, die das Subjekt gut beschreibt. Edith Gelles kritisiert Nagels psychologische Einschätzung von Adams, die er als spekulative Hypothese sieht. William E. Gienapp kritisiert den Fokus auf das private Leben von Adams, welcher das politische Leben Adams verdringt, so wird die Präsidentschaft nur mit einem Kapitel beschrieben.
Das 2005 veröffentlichte George Caleb Bingham: Missouri’s Famed Painter and Forgotten Politician behandelt das Leben vom US-amerikanischen Maler George Caleb Bingham, der z. B. Fur Traders Descending the Missouri und Daniel Boone Escorting Settlers Through the Cumberland Gap malte. Nagel will jedoch auch dessen Leben als Politiker der Whig Party und der Constitutional Union Party, zeigen, welches bisher von Historikern oft übersehen wurde. Sean R. Busick bewertet das Buch als gute Einleitung zum Leben einer der bedeutendsten Maler der amerikanischen Geschichte. Wendy Katz behauptet, dass Nagel Details von Binghams Leben „wunderbar hervorhebt“ (englisch wonderfully foregrounds).

## Veröffentlichungen (Auswahl)
- One Nation Indivisible: The Union in American Thought 1776–1861 Oxford University Press, New York 1964, ISBN 9780195000351
  - One Nation Indivisible: The Union in American Thought 1776–1861 Greenwood Press, 1980, ISBN 9780313226564
- This Sacred Trust: American Nationality, 1798–1898 Oxford University Press, New York 1971, ISBN 9780313226571
- Descent from Glory: Four Generations of the John Adams Family Oxford University Press, New York 1983, ISBN 9780195031720
- The Adams Women: Abigail and Louisa Adams, Their Sisters and Daughters Oxford University Press, New York und Oxford 1987, ISBN 9780195038743
  - The Adams Women: Abigail and Louisa Adams, Their Sisters and Daughters Taschenbuchausgabe. Oxford University Press, New York und Oxford 1989, ISBN 9780195059205
- The Lees of Virginia: Seven Generations of an American Family Oxford University Press, New York 1990, ISBN 9780195053852
  - The Lees of Virginia: Seven Generations of an American Family Taschenbuchausgabe. Oxford University Press, New York 1992, ISBN 9780195074789
- John Quincy Adams: A Public Life, A Private Life Alfred A. Knopf, Inc., New York 1997, ISBN 9780679404446
  - John Quincy Adams: A Public Life, A Private Life Taschenbuchausgabe. Alfred A. Knopf, Inc., New York 1999, ISBN 9780674479401
- George Caleb Bingham: Missouri’s Famed Painter and Forgotten Politician University of Missouri Press, Columbia und London 2005, ISBN 9780826215741

## Ehrungen
- Lifetime Achievement Award vom Adams Institute (2010)
- Kultureller Laureat vom Staat Virginia
- Senior Trustee der Colonial Williamsburg Foundation